# Manfred Moser
Manfred Moser est un footballeur du Liechtenstein, né le 12 mai 1958.

## Buts en équipe nationale
| #  | Date        | Lieu                  | Adversaire         | Score | Résultat | Compétition  |
| -- | ----------- | --------------------- | ------------------ | ----- | -------- | ------------ |
| 1. | 6 juin 1984 | Vaduz (Liechtenstein) | Sélection de Pékin | 1-0   | 2-0      | Match amical |
| 2. | 6 juin 1984 | Vaduz (Liechtenstein) | Sélection de Pékin | 2-0   | 2-0      | Match amical |